# Region kościelny Kalabria

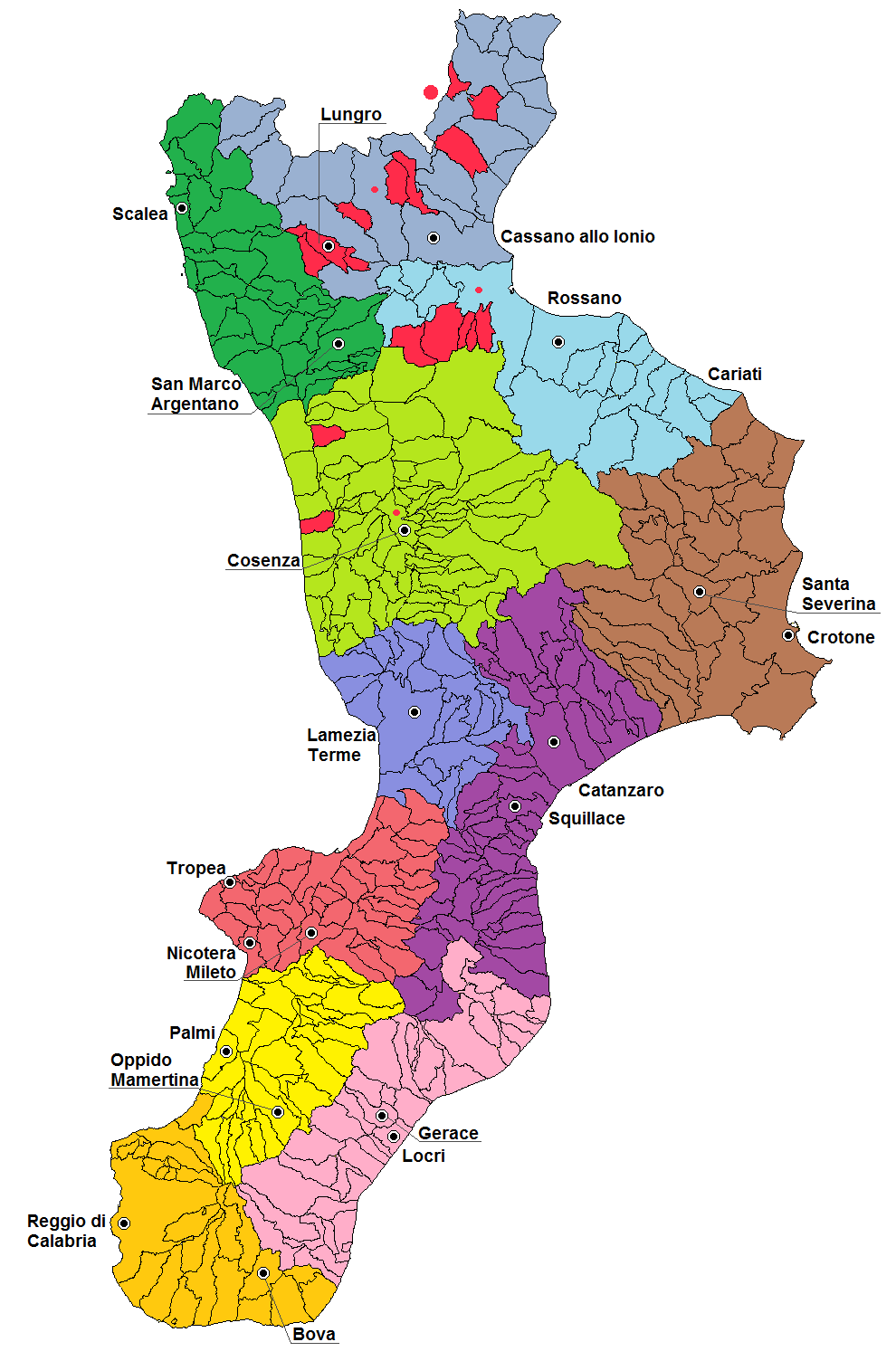
Podział diecezji w regionie kościelnym Kalabria

Region kościelny Kalabria – jeden z szesnastu regionów kościelnych, na które dzieli się Kościół katolicki we Włoszech. Obejmuje swym zasięgiem świecki region Kalabria. 

## Podział
- Archidiecezja Catanzaro-Squillace
  - Archidiecezja Crotone-Santa Severina
  - Diecezja Lamezia Terme

- Archidiecezja Cosenza-Bisignano
  - Archidiecezja Rossano-Cariati
  - Diecezja Cassano all’Jonio
  - Diecezja San Marco Argentano-Scalea

- Archidiecezja Reggio Calabria-Bova
  - Diecezja Locri-Gerace
  - Diecezja Mileto-Nicotera-Tropea
  - Diecezja Oppido Mamertina-Palmi

- Eparchia Lungro degli Italo-Albanesi (podległa bezpośrednio Stolicy Apostolskiej)

## Dane statystyczne
Powierzchnia w km²: 15.629

Liczba mieszkańców: 2.085.397

Liczba parafii: 981

Liczba księży diecezjalnych: 1.098

Liczba księży zakonnych: 340

Liczba diakonów stałych: 183

## Konferencja Episkopatu Kalabrii
- Przewodniczący: abp Fortunato Morrone - arcybiskup Reggio Calabria-Bova
- Wiceprzewodniczący: bp Francesco Milito - biskup Oppido Mamertina-Palmi
- Sekretarz generalny: bp Attilio Nostro - biskup Mileto-Nicotera-Tropea